# Sandra Mandir
Sandra Popović, coniugata Mandir (Zagabria, 4 agosto 1977), è un'ex cestista croata.
Alta 177 cm per 61 kg, giocava come guardia.

## Carriera
Con la Croazia ha disputato i Giochi olimpici di Londra 2012 e tre edizioni dei Campionati europei (1999, 2007, 2011).